# آلینا استانکولسکو
آلینا استانکولسکو (به انگلیسی: Alina Stănculescu) ژیمناست زادهٔ ۲۳ آوریل ۱۹۹۰ میلادی اهل کشور رومانی است.